# Udo Hild
Udo Georg Hild (* 18. März 1943 in Mainz; † 15. Juni 2022 in Taunusstein) war ein deutscher Ruderer, der drei deutsche Meistertitel gewann.

## Karriere
Udo Hild siegte bei den Deutschen Rudermeisterschaften 1968 im Doppelzweier zusammen mit Wolfgang Glock. Bei den Olympischen Spielen in Mexiko-Stadt erreichten die beiden das Finale und kamen dort als Sechste ins Ziel. 1969 siegte bei den Deutschen Meisterschaften im Einer Wolfgang Glock vor Udo Hild und Jochen Meißner. Im Doppelzweier siegte Udo Hild zusammen mit Klaus Opitz, seinem Vereinskameraden bei der Mainzer Rudergesellschaft 1898. Bei den Europameisterschaften belegten die beiden den vierten Platz.
1970 belegten Opitz und Hild bei den Deutschen Meisterschaften nur den zweiten Platz, im Einer siegte Hild vor Glock und Meißner. Bei den Weltmeisterschaften 1970 starteten Hild und Glock im Doppelzweier und belegten den fünften Platz. 1971 gewann bei den Deutschen Meisterschaften im Einer Peter Berger vor Hild und Meißner. Bei den Europameisterschaften erreichte Hild im Einer als Vierter das Ziel. Vor der Saison 1972 wechselte Udo Hild von Mainz nach Bingen und startete nun für die Binger Rudergesellschaft 1911. Bei den Deutschen Meisterschaften 1972 siegte im Einer wieder Glock vor Hild und Meißner. Trotzdem startete bei den Olympischen Spielen in München Hild im Einer, während Glock als Ersatzmann nicht eingesetzt wurde. Hild belegte im Finale den vierten Platz mit über sechs Sekunden Rückstand auf Bronze.